# Yasuhiko Asahina
Yasuhiko Asahina (朝比奈泰彦 Asahina Yasuhiko; 16 de abril de 1881 – 30 de junio de 1975) fue un químico y liquenólogo japonés. 

## Primeros años
Asahina desarrolló un interés por las plantas durante su niñez. En 1902, se matriculó en la Escuela de Farmacia de la universidad imperial de Tokio, de la que se graduó en 1905. Asahina se quedó en la universidad investigando los principios químicos de la medicina tradicional china bajo Junichiro Shimoyama. Su primer artículo sobre el aislamiento del estiracitol en la Styrax obassia fue publicado en 1907. En 1909, Asahina viajó a Zúrich para estudiar fitoquímica bajo la tutela de Richard Willstätter. Continúe su investigación sobre la clorofila hasta 1912, cuándo se trasladó a Berlín. Pasó tres meses en Alemania trabajando en el laboratorio del profesor Emil Fischer en un experimento con estiracitol.

## Carrera
A su regreso a Tokio, Asahina aceptó un puesto de profesor asociado en la Universidad Imperial. Durante la siguiente década Asahina se dedicó a investigar las medicinas tradicionales de China y Japón. En 1925, cambie su foco a los líquenes. Había problemas con la identificaciones de especies de líquenes y la especialidad estaba en su infancia en Japón, con Atsushi Yasuda como único especialista en el país. Asahina se dio cuenta de que algunos líquenes morfológicamente idénticos contenían compuestos químicos diferentes por lo que llegó a un método para analizar la reacción de color del talo y una prueba de microcristales de los metabolitos del liquen que permitió una identificación taxonómica por medios químicos de diferentes. Utilizando este método, organizó la taxonomía del género Cladonia. También estudió muchos otro géneros en Japón, notablemente Alectoria, Anzia, Cetraria, Lobaria, Parmelia, Ramalina y Usnea. La técnica fue aprendida por Alexander William Evans, quién la introdujo en occidente en 1943.
Asahina se retiró de la Universidad de Tokio en 1941. En 1954, fundó la Sociedad Japonesa para la Historia de la Farmacia (Nihon Yakushi Gakkai, 日本薬史学会). Asahina continuó su actividad investigadora en su laboratorio privado hasta su muerte en 1975.

## Premios
Asahina fue galardonado con el Premio Imperial de la Academia de Japón en 1923 por su contribución en la investigación sobre principios farmacéuticos chinos. En 1943, recibió la Orden de la Cultura.

## Legado
Syoziro Asahina, notable entomólogo japonés, fue hijo de Asahina. El género Asahinea recibe su nombre en honor de Yasuhiko Asahina.